# مرداد ۱۳۸۶
1. یوتی‌سی کنونی   ۰۸:۳۷

## چهارشنبه: ‎۳۱ مرداد۱۳۸۶(۲۲ اوت۲۰۰۷)
- سقوط هلیکوپتر آمریکایی در عراق

ارتش آمریکا اعلام کرد که چهارده سرباز این کشور به علت سقوط یک هلیکوپتر در شمال عراق کشته شده‌اند.بی‌بی‌سی فارسی
- توفان در چین

توفان سپات در یک هفته دستکم ۳۹ کشته و ۶۵۸ میلیون دلار خسارت در چین بر جای گذاشت. سی‌ان‌ان

## سه‌شنبه: ‎۳۰ مرداد۱۳۸۶(۲۱ اوت۲۰۰۷)
- هاله اسفندیاری آزاد شد

قوهٔ قضاییهٔ ایران قرار بازداشت هاله اسفندیاری را به وثیقه تبدیل و او را از زندان آزاد کرد.رادیو زمانه
- پایان گروگانگیری صبح امروز در دانشگاه علوم پزشکی تهران با دستگیری متهم

در پی گروگانگیری صبح امروز در تالار ابن‌سینای دانشگاه علوم پزشکی تهران رئیس مرکز اطلاع‌رسانی پلیس پایتخت از دستگیری فرد گروگانگیر خبر داد.ایسنا بی‌بی‌سی فارسی
- توفان «دین» به سواحل مکزیک رسید

توفان دین با شدت ۵ درجه، که در اندازه‌گیری شدت توفان قوی‌ترین درجه‌است، با باد شدید و باران سیل آسا به سواحل مکزیک در منطقه کارائیب، رسیده‌است.بی‌بی‌سی فارسی
- آغاز محاکمه متهمان کشتار شیعیان عراق

پانزده تن از مقامات رژیم سابق عراق به اتهام دست داشتن در سرکوب شیعیان جنوب این کشور در سال ۱۹۹۱ محاکمه می‌شوند.بی‌بی‌سی فارسی

## دوشنبه: ‎۲۹ مرداد۱۳۸۶(۲۰ اوت۲۰۰۷)
- استاندار استان مثنی عراق ترور شد

محمد علی الحسانی، استاندار استان مثنی در جنوب عراق در اثر انفجار بمب کشته شده‌است.بی‌بی‌سی فارسی
- هواپیمای تایوانی در فرودگاه ژاپن آتش گرفت

یک هواپیمای مسافربری تایوان در باند فرودگاهی در جنوب جزیره اوکیناوای ژاپن آتش گرفت اما سرنشینان آن آسیب ندیده‌اند.بی‌بی‌سی فارسی
- گروگان‌های ایرانی در پاکستان آزاد شدند

معاون سیاسی امنیتی استاندار سیستان و بلوچستان از آزادی گروگان‌های ایرانی از دست «اشرار مسلح» خبر داده‌است.بی‌بی‌سی فارسی
- توفان ویرانگر دین به سواحل جامائیکا رسید

توفان سهمگین دین (Dean) (در تصویر) به جامائیکا رسید. گزارش شده که توفان ریزش باران سنگین و جاری شدن سیلاب‌هایی را در جامائیکا در پی داشته‌است.بی‌بی‌سی فارسی

## یک‌شنبه: ‎۲۸ مرداد۱۳۸۶(۱۹ اوت۲۰۰۷)
- کاهش نرخ بیکاری در ایران

نرخ بیکاری در کشور در بهار ۱۳۸۶ با ۳ دهم درصد کاهش نسبت به مدت مشابه سال گذشته به ۱۰٫۷ درصد رسید.خبرگزاری فارس
- گروگان‌گیری در جنوب شرق ایران

ساعت ۶:۴۵ دقیقه صبح امروز گروهی از افراد مسلح با ایجاد راه‌بندان در محور «چابهار - ایرانشهر» تعدادی خودروی عبوری را به آتش کشیدند و پس از به گروگان گرفتن عده‌ای از مسافران به سوی پاکستان متواری شدند. ایسنا
- اولین همه‌پرسی تاریخ تایلند برگزار شد.

تایلند اولین همه پرسی خود را بر سر رد یا پذیرش قانون اساسی این کشور برگزار کرد.بی‌بی‌سی فارسی
- حزب حاکم قزاقستان پیشتاز در انتخابات

بررسی‌های پس ازبرگزاری انتخابات پارلمانی در قزاقستان (در تصویر) حاکی از آن است که حزب نور اتان، حزب نورسلطان نظربایف رئیس‌جمهوری این کشور ۸۰ درصد آراء را به خود اختصاص داده است.بی‌بی‌سی فارسی
- سفر غیرمنتظره وزیر خارجه فرانسه به عراق

برنارد کوشنه، وزیر امور خارجه فرانسه، دیدار غیرمنتظره خود از عراق را آغاز کرد. وی در بغداد تأکید کرده‌است بحران کنونی عراق راه حل نظامی ندارد.بی‌بی‌سی فارسی

## شنبه: ‎۲۷ مرداد۱۳۸۶(۱۸ اوت۲۰۰۷)
- یک هواپیما در ترکیه ربوده شد

دو مرد یک هواپیمای خطوط هوایی ترکیه را که از قبرس شمالی به سوی استانبول در پرواز بود، ربودند و در نهایت با آزادکردن تمامی مسافران خود را تسلیم پلیس کردند. هواپیماربایان خواستار پرواز به سمت ایران یا سوریه شده بودند. بی‌بی‌سی فارسیla-turkey-hijacking.shtml 2، رویترز، سی‌ان‌ان، پرس تی‌وی
- وقوع انفجار انتحاری در نزدیکی قندهار

وقوع انفجار در یک خودرو بمب‌گذاری شده در بیرون یک پایگاه متعلق به یک نهاد امنیتی آمریکایی در جنوب افغانستان، دست کم یازده کشته بر جای گذاشته‌است.بی‌بی‌سی فارسی

## جمعه: ‎۲۶ مرداد۱۳۸۶(۱۷ اوت۲۰۰۷)
- حضور سران سازمان همکاری‌های شانگهای در آخرین روز برگزاری رزمایش «مأموریت صلح ۲۰۰۷»

رهبران چین، روسیه و چهار کشور آسیای میانه به منظور برقراری روابط مستحکم نظامی و سیاسی برای مقابله با نفوذ غرب در این منطقهٔ استراتژیک روز پنجشنبه در بیشکک گردهم آمدند. هم‌چنین امروز (جمعه) سران این شش کشور در مانوری نظامی که برای نشان دادن قدرت خود به جهان غرب است، شرکت کرده‌اند.ایسنا
- سیل در چین

۱۷۲ معدنچی چینی بر اثر سیل در استان شاندونگ در یک معدن زغال‌سنگ زندانی شدند. سی‌ان‌ان
- سقوط هلیکوپتر نظامی ایران

یک فروند هلیکوپتر نظامی ایران در شمال غرب این کشور سقوط کرده و طی آن، شش تن کشته و چهار نفر زخمی شدند. بی‌بی‌سی فارسی

## پنج‌شنبه: ‎۲۵ مرداد۱۳۸۶(۱۶ اوت۲۰۰۷)
- پرسپولیس هفتمین دوره لیگ برتر را با پیروزی آغاز کرد

تیم فوتبال پرسپولیس تهران در اولین دیدار از هفته نخست هفتمین دوره لیگ برتر، ۳ بر ۲ مقابل صنعت نفت آبادان به پیروزی رسید.خبرگزاری فارس

## چهارشنبه: ‎۲۴ مرداد۱۳۸۶(۱۵ اوت۲۰۰۷)
- آزادی گروگان‌های بلژیکی

خبرگزاری فرانسه به نقل از وزارت امور خارجه بلژیک اعلام کرد دو شهروند بلژیکی که در جاده بم ربوده شده بودند، آزاد شده‌اند. قرارگاه عملیاتی رسول اکرم واقع در سیستان و بلوچستان فقط آزادی گروگان زن را تأیید کرده‌است. رادیو زمانه، ایرنا23
- بمب‌گذاری در عراق

بیش از ۲۰۰ نفر در اثر بمب‌گذاری‌های جداگانه در منطقهٔ کردنشین عراق کشته شدند. بی‌بی‌سی
- زلزله در پرو

زلزله‌ای با قدرت ۷٫۹ ریشتر سواحل مرکزی پرو را لرزاند. سی‌ان‌ان

## سه‌شنبه: ‎۲۳ مرداد۱۳۸۶(۱۴ اوت۲۰۰۷)
- شکستن پل در چین

بر اثر فروریختن پلی در استان هونان چین دستکم ۲۲ نفر کشته شدند. بی‌بی‌سی
- سیل در کره شمالی

صدها نفر بر اثر سیل در کره شمالی کشته یا ناپدید شدند. بی‌بی‌سی

## دوشنبه: ‎۲۲ مرداد۱۳۸۶(۱۳ اوت۲۰۰۷)
- رهبر داخلی سپاه صحابه پاکستان کشته شد

اصلام فاروقی، رهبر بخش داخلی گروه سنی مذهب سپاه صحابه پاکستان در حمله مردان مسلح در پیشاور کشته شد.شریف نیوز
- آنفولانزای مرغی در اندونزی

یک زن ۲۹ ساله در بالی بر اثر ابتلا به آنفولانزای مرغی مرد و به عنوان اولین قربانی این بیماری در اندونزی شناخته شد. سی‌ان‌ان
- طالبان دو گروگان کره‌ای را آزاد کرد

گروه طالبان امروز دوشنبه دو گروگان زن از مجموع ۲۱ گروگان کره جنوبی خود را آزاد کرد.خبرگزاری مهر
- مسن‌ترین زن جهان درگذشت

یونه میناگاوا که در کتاب رکوردهای گینس به عنوان مسن‌ترین فرد جهان ثبت شده‌بود، در سن ۱۱۴ سالگی درگذشت. رویترز

## یک‌شنبه: ‎۲۱ مرداد۱۳۸۶(۱۲ اوت۲۰۰۷)
- برکناری وزرای صنایع و معادن و نفت ایران

محمود احمدی‌نژاد، رئیس‌جمهور ایران، با صدور دو حکم جداگانه، کاظم وزیری هامانه وزیر نفت و علیرضا طهماسبی وزیر صنایع و معادن را برکنار کرده و برای این دو وزارتخانه به ترتیب غلام‌حسین نوذری و علی اکبر محرابیان را معرفی کرده‌است. همچنین کاظم وزیری هامانه به عنوان مشاور رئیس‌جمهور منصوب گردید. بی‌بی‌سی فارسی، شریف نیوز
- نرخ تورم در ایران افزایش یافت

بانک مرکزی ایران گزارش داده که نرخ رسمی تورم با دو درصد افزایش در چهار ماه اول سال به ۱۴٫۸ درصد رسیده‌است.  بی‌بی‌سی فارسی
- منع مصاحبه با طالبان

دولت افغانستان بعد از کنفرانس خبری طالبان در محل گفتگو دربارهٔ گروگانان کره‌ای از فعالیت خبرنگاران در این منطقه جلوگیری کرد. سی‌ان‌ان

## شنبه: ‎۲۰ مرداد۱۳۸۶(۱۱ اوت۲۰۰۷)
- کاهش قیمت سهام در بازارهای مالی

در پی بروز مشکلاتی در بازپرداخت وام‌های مسکن در آمریکا و کاهش قیمت سهام در این کشور، بازارهای بورس اروپا و آسیا نیز تحت تأثیر قرار گرفته و قیمت سهام در این بازارها تاحدودی کاهش یافت. بی‌بی‌سی فارسی، CNBC (انگلیسی)
- نامزد حزب عدالت و توسعه ترکیه رئیس جدید پارلمان شد

نامزد حزب عدالت و توسعه ترکیه، کوکسال توبتان، در دور اول رای‌گیری پس از اینکه توانست تأیید اصلی‌ترین حزب معارض حزب خود را کسب کند به عنوان رئیس پارلمان ترکیه انتخاب گردید. خبرگزاری فارس
- مرگ سربازان آمریکایی

به گفتهٔ ارتش آمریکا ۵ سرباز این کشور در دو عملیات جداگانه در بغداد کشته شدند. سی‌ان‌ان

## جمعه: ‎۱۹ مرداد۱۳۸۶(۱۰ اوت۲۰۰۷)
تعدادی نظامی ۱۰ آگوست یک کارمند آمریکایی شرکت نفت منطقه «پورت هارکور» پایتخت ایالت «ریورس» واقع در جنوب شرقی نیجریه را ربودند.خبرگزاری فارس
روزنامه فایننشیال تایمز در تازه‌ترین شماره خود از کاهش تولید خودرو در آمریکا به علت کاهش چشمگیر تقاضا خبر داد.خبرگزاری فارس //واقعه نیست. -->
- انفجار در کرکوک

بر اثر انفجار یک خودروی بمب‌گذاری شده در کرکوک واقع در شمال عراق ۱۱ نفر کشته و ۴۵ نفر زخمی شدند.خبرگزاری فارس

## پنج‌شنبه: ‎۱۸ مرداد۱۳۸۶(۹ اوت۲۰۰۷)
- استعفای وزیر صنایع و معادن ایران

خبرگزاری فارس گزارش می‌دهد علیرضا طهماسبی، وزیر صنایع و معادن ایران، استعفای خود را تقدیم رئیس‌جمهوری کرده‌است.رادیو زمانه

## چهارشنبه: ‎۱۷ مرداد۱۳۸۶(۸ اوت۲۰۰۷)
- انفجار در هند

بر اثر انفجار بمبی در استان آسام، در شمال شرقی هند، دست‌کم دو نفر کشته شدند. بی‌بی‌سی
- سیل در ویتنام

بر اثر سیل در مرکز ویتنام، دست‌کم ۳۲ نفر کشته شدند. واشینگتن پست بایگانی‌شده  در ۲ نوامبر ۲۰۱۲ توسط Wayback Machine
- حمله به شورشیان

نیروهای پاکستانی دست‌کم ۱۰ نظامی طالبانی را در وزیرستان شمالی کشتند. بی‌بی‌سی

## سه‌شنبه: ‎۱۶ مرداد۱۳۸۶(۷ اوت۲۰۰۷)
- روسیه متهم به پرتاب موشک به سوی گرجستان شد.

گرجستان روز سه‌شنبه روسیه را به پرتاب یک موشک هدایت‌شونده به خاک این کشور متهم کرد. رادیو زمانه

## دوشنبه: ‎۱۵ مرداد۱۳۸۶(۶ اوت۲۰۰۷)
- روزنامهٔ شرق توقیف شد

روزنامهٔ شرق با دستور هیئت نظارت بر مطبوعات توقیف شد. رادیو زمانه

## یک‌شنبه: ‎۱۴ مرداد۱۳۸۶(۵ اوت۲۰۰۷)
- ایران قهرمان رقابت‌های بسکتبال جام ملت‌های آسیا شد

تیم ملی بسکتبال ایران با پیروزی ۷۴ بر ۶۹ بر لبنان به قهرمانی بسکتبال آسیا رسید و برای نخستین بار پس از پنجاه سال به مسابقات المپیک راه یافت. بی‌بی‌سی فارسی، ایسنا
- بودجه ۴۶۰ میلیارد دلاری پنتاگون تصویب شد

مجلس نمایندگان آمریکا، بودجه ۴۶۰ میلیارد دلاری پنتاگون را با ۳۹۵ رای موافق در مقابل ۱۳ رای مخالف به تصویب رساند. رادیو فردا
- پرواز دومین جنگنده تولید ایران

ایران از پرواز موفقیت‌آمیز دومین هواپیمای جنگنده ساخت داخل به نام «آذرخش» خبر داد. بی‌بی‌سی فارسی، رادیو زمانه

## شنبه: ‎۱۳ مرداد۱۳۸۶(۴ اوت۲۰۰۷)
- ایران به فینال بسکتبال آسیا رسید

تیم ملی بسکتبال ایران با پیروزی ۷۵ بر ۶۲ برابر قزاقستان در دیدار نیمه نهایی برای اولین بار در تاریخ به فینال رقابت‌های جام ملت‌های آسیا راه یافت.بی‌بی‌سی فارسی
- کاهش سطح غنی‌سازی نطنز

دیپلمات‌های غربی گزارش می‌دهند ایران فعالیت غنی‌سازی اورانیوم در نطنز را به نحو چشمگیری کاهش داده‌است. رادیو زمانه
- حمله انتحاری در پاکستان

در پی یک حمله انتحاری در شهر پاراچنار در ایالت سرحد پاکستان دست کم ۹ نفر کشته و ۳۰ تن دیگر زخمی شدند. رادیو زمانه
سرباز آمریکایی به خاطر شرکت در تجاوز و قتل یک دختر عراقی و قتل خانواده‌اش به ۱۱۰ سال زندان محکوم شد. سی‌ان‌ان

## جمعه: ‎۱۲ مرداد۱۳۸۶(۳ اوت۲۰۰۷)
- بازداشت ده‌ها نفر در کنسرت شیطان‌پرستی در کرج

ده‌ها تن از دعوت شدگان فراخوان اینترنتی اجرای کنسرت گروه‌های خواننده شیطان‌پرستی در محمدشهر کرج دستگیر شدند. بازتاب، بی‌بی‌سی فارسی
- اکبر گنجی برنده جایزه آزادی جان همفری شد

مرکز بین‌المللی جان همفری در کانادا، جایزه سال ۲۰۰۷ خود را به اکبر گنجی اهدا کرد. رادیو فردا
- بی‌خانمانی ۲۰ میلیون نفر در پی سیل در جنوب آسیا

بارش باران‌های موسمی در طی روزهای گذشته و بالا آمدن آب در برخی از مناطق شمال هند، بنگلادش و نپال، ۲۰ میلیون نفر بی‌خانمان بر جای گذاشت. صندوق کودکان سازمان ملل متحد در بیانیه‌ای اعلام کرد این سیل بیش ۲۰ میلیون نفر را بی‌خانمان کرده و براساس آمار موجود این بدترین سیلی است که تاکنون به وقوع پیوسته‌است. رادیو فردا، بی‌بی‌سی فارسی

## پنج‌شنبه: ‎۱۱ مرداد۱۳۸۶(۲ اوت۲۰۰۷)
- تصادف مرگبار قطار

حدود ۱۰۰ نفر در تصادف قطاری در کنگو کشته شدند. سی‌بی‌اس نیوز
- عاملان ترور «قاضی مقدس» اعدام شدند

مجید کاووسی فر و حسین کاووسی فر که به جرم ترور حسن احمدی مقدس، معاون دادستان تهران و سرپرست مجتمع قضایی ارشاد تهران به اعدام محکوم شده بودند در ملأ عام به دار آویخته شدند. بی‌بی‌سی فارسی، عکسهای اعدام - خبرگزاری فارس

## چهارشنبه: ‎۱۰ مرداد۱۳۸۶(۱ اوت۲۰۰۷)
- تیم بسکتبال ایران در نیمه نهایی آسیا

در ادامه مسابقات جام ملت‌های آسیا، تیم ملی بسکتبال ایران در مسابقه دوم مرحله یک چهارم نهایی، قطر را با نتیجه نهایی ۹۵ به ۸۷ شکست داد تا در جمع چهار تیم برتر آسیا قرار گیرد. بی‌بی‌سی فارسی
- شکستن پل بین ایالتی

بر اثر شکستن پلی بر روی رودخانه میسیسیپی در مینی‌پلیس مینه‌سوتا دستکم ۷ نفر کشته شدند. سی‌ان‌ان بایگانی‌شده  در ۲ اوت ۲۰۰۷ توسط Wayback Machine
- تلفات سیل در هند

دستکم ۲۸ نفر بر اثر افتادن از قایق امداد سیل‌زدگان کشته شدند. بی‌بی‌سی
- حمله به شورشیان پاکستانی

نیروهای پاکستانی با حمله به شورشیان در وزیرستان شمالی ۱۸ نفر از آنان را کشتند.
- نجات معدنچیان چینی

۶۹ کارگر چینی پس از سه روز زندانی‌شدن در معدن بر اثر سیل توسط امدادگران نجات یافتند. بی‌بی‌سی

## سه‌شنبه: ‎۹ مرداد۱۳۸۶(۳۱ ژوئیه۲۰۰۷)
- سیل در آسیا

سیل در شرق هند، بنگلادش و نپال میلیون‌ها نفر را بی‌خانمان کرد. بی‌بی‌سی
شمار کشته‌شدگان چینی بر اثر سیل در تابستان امسال به ۷۰۰ نفر رسید. رویترز
- کشته‌شدن یکی دیگر از گروگان‌ها بدست طالبان

پلیس بخش مرکزی افغانستان سحرگاه سه شنبه جسد دومین گروگان کره‌ای را که بدست طالبان کشته شده بود را کشف کرد. بی‌بی‌سی فارسی
- بسکتبال ایران صدرنشین گروه خود شد

تیم ملی بسکتبال ایران با پیروزی بر تیم چین در جام ملت‌های آسیا، صدرنشین گروه خود شد و به عنوان تیم اول به دور بعد صعود کرد. بی‌بی‌سی فارسی

## دوشنبه: ‎۸ مرداد۱۳۸۶(۳۰ ژوئیه۲۰۰۷)
- مرگ میکل آنجلو آنتونیونی

میکل آنجلو آنتونیونی، کارگردان ایتالیایی در سن ۹۴ سالگی در رم درگذشت. بی‌بی‌سی فارسی
- اینگمار برگمن درگذشت

اینگمار برگمن، کارگردان سوئدی در سن ۸۹ سالگی درگذشت. بی‌بی‌سی فارسی
- رئیس مجلس خبرگان درگذشت

آیت‌الله علی مشکینی، رئیس مجلس خبرگان رهبری ایران درگذشت. رادیو زمانه
- ایران فروش سلاح آمریکا به عربستان را محکوم کرد

ایران قراردادهای تازه فروش سلاح‌های آمریکا به عربستان را محکوم کرد و آن را اقدامی در جهت «گسترش ترس» دانست. رادیو زمانه
- بازدید از تأسیسات اراک

بازرسان آژانس بین‌المللی انرژی اتمی از تأسیسات آب سنگین اراک بازدید کردند. رویترز

## یک‌شنبه: ‎۷ مرداد۱۳۸۶(۲۹ ژوئیه۲۰۰۷)
- عراق قهرمان جام ملتهای آسیا گشت

تیم ملی فوتبال عراق، قهرمان جام ملتهای آسیا ۲۰۰۷ شد.

## شنبه: ‎۶ مرداد۱۳۸۶(۲۸ ژوئیه۲۰۰۷)
- بسته‌شدن مسجد لعل

در پی انفجارات چند روز گذشته به دستور مقامات پاکستانی مسجد لعل بسته شد. سی‌ان‌ان

## جمعه: ‎۵ مرداد۱۳۸۶(۲۷ ژوئیه۲۰۰۷)
- اویبولا، قهرمان بوکس سنگین وزن جهان کشته شد

جیمز اویبولا، قهرمان سابق مسابقات بوکس حرفه‌ای سنگین وزن جهان و بریتانیا که در ساعات اولیه بامداد روز دوشنبه هدف گلوله قرار گرفته بود، امروز جمعه ۲۷ ژوئیه درگذشت. بی‌بی‌سی فارسی
- انفجار در مسجد لعل پاکستان

درپی درگیری‌هایی میان پلیس و اسلام‌گرایان پاکستانی، دست کم ۱۳ نفر در حمله‌ای در نزدیکی مسجد لعل که ظن آن می‌رود انتحاری بوده‌است کشته شده‌اند. بی‌بی‌سی فارسی

## پنج‌شنبه: ‎۴ مرداد۱۳۸۶(۲۶ ژوئیه۲۰۰۷)
- زلزله در اندونزی

زلزله‌ای به قدرت ۷ ریشتر مالوکو شمالی در شمال شرق اندونزی را لرزاند. بی‌بی‌سی
- حمله به طالبان

نیروهای آمریکایی با حمله به مواضع طالبان در جنوب افغانستان، بیش از ۵۰ نفر از آنان را کشتند. رویترز
- کشتار در بمباران غزه

گروه فلسطینی جهاد اسلامی اعلام کرد که در پی بمباران یک هواپیمای اسرائیلی در غزه ۳ نفر از اعضای این گروه کشته شدند. بی‌بی‌سی
- انفجار در کمپ نظامی

انفجار بمبی در کمپ نظامی سربازان سوری به کشته‌شدن بیش از ۱۵ نفر انجامید. رویترز
- ازدواج

سالروز ازدواج مرتضی خلخالی و مهرنوش محمدی الموتی

## چهارشنبه: ‎۳ مرداد۱۳۸۶(۲۵ ژوئیه۲۰۰۷)
- انفجار در مراسم شادی

انفجاردو بمب در خیابان‌های بغداد باعث کشته‌شدن دستکم پنجاه نفر در هنگام شادی برای صعود عراق به مرحلهٔ پایانی جام ملت‌های آسیا شد. بی‌بی‌سی
- مرگ گروگان کره‌ای

نیروهای طالبان پس کشتن یک گروگان و آزادکردن ۸ گروگان دیگر به دولت کره جنوبی هشدار داد که در صورت عدم خروج نیروهای این کشور از افغانستان بقیهٔ گروگان‌ها را خواهد کشت. سی‌ان‌ان

## سه‌شنبه: ‎۲ مرداد۱۳۸۶(۲۴ ژوئیه۲۰۰۷)
- مرگ کوهنوردان

۵ کوهنورد در کوه‌های آلپ ایتالیا بر اثر سرمازدگی جان باختند. رویترز
- شروع عملیات جدید بلر

تونی بلر اقدام خود را برای صلح در خاورمیانه با دیدار سران فلسطین و اسرائیل آغاز کرد. رویترز
- مرگ کارگران پاکستانی

انفجار بویلری در کارخانه‌ای در شمال کراچی منجر به کشته‌شدن ۸ نفر شد.
- سالروز ازدواج

سالروز ازدواج مرتضی خلخالی و مهرنوش محمدی الموتی.

## دوشنبه: ‎۱ مرداد۱۳۸۶(۲۳ ژوئیه۲۰۰۷)
- تعیین تاریخ مذاکره مجدد سفرای ایران و آمریکا

هوشیار زیباری، وزیر امور خارجه عراق، اعلام کرده‌است که مقام‌های ایرانی و آمریکایی روز سه شنبه، ۲۴ ژوئیه، برای بار دوم در بغداد دربارهٔ اوضاع عراق دیدار و گفتگو خواهند کرد. بی‌بی‌سی فارسی
- حزب اسلام گرای عدالت و توسعه در انتخابات پارلمانی ترکیه پیروز شد

حزب اسلام گرای عدالت و توسعه با کسب ۴۶٫۷ درصد آرا در انتخابات پارلمانی ترکیه (۲۰۰۷) پیروز شد. بی‌بی‌سی فارسی، Press TV
- مرگ ظاهر شاه

محمد ظاهر شاه، پادشاه اسبق افغانستان در پی یک بیماری طولانی در سن نود و سه سالگی در کابل، پایتخت این کشور، درگذشت. بی‌بی‌سی فارسی
- فرصت دوباره به کره جنوبی

نیروهای طالبان ۲۴ ساعت دیگر به دولت کره جنوبی فرصت دادند تا در ازای جان ۲۳ گروگان کره‌ای نیروهای خود را از افغانستان خارج کند. سی‌ان‌ان
- حمله ارتش به شورشیان

نیروهای ارتش پاکستان با حمله به شورشیان در وزیرستان شمالی دستکم ۳۵ نفر از آنان را به قتل رساندند. سی‌ان‌ان
- سیل در انگلستان

بر اثر سیل در غرب بریتانیا در حدود ۱۵۰ هزار خانوار بدون آب آشامیدنی باقی ماندند. سی‌ان‌ان